# حروب التيموريين الأهلية
حروب التيموريين الأهلية هي سلسلة من أزمة الخلافة و حروب في آسيا الوسطى بين أمراء الدولة التيمورية بشكل رئيسي خلال القرن 15 وبداية القرن 16. وهي تنقسم إلى الفترات التالية لوفاة حاكم مهم;
- أزمة الخلافة التيمورية الأولى بعد وفاة تيمور الأعرج (1405 - 1409)
- أزمة الخلافة التيمورية الثانية بعد وفاة شاه رخ ميرزا (1447 - 1459)
- أزمة الخلافة التيمورية الثالثة بعد وفاة أبو سعيد ميرزا (1469 - 1507)